# ミシュコアトル

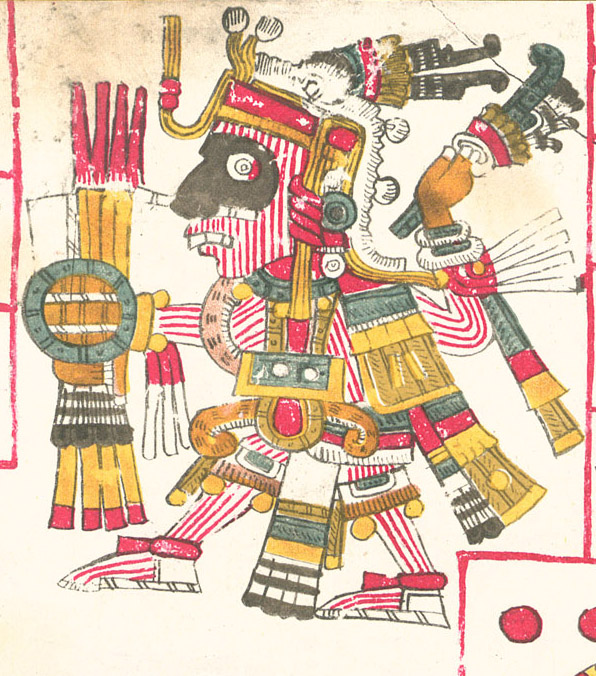
ボルジア絵文書のミシュコアトル。縞模様が特徴的である

ミシュコアトル（Mixcoatl）は、アステカ神話の狩猟と戦争の神。
「ミシュコアトル」とはナワトル語で「雲(mixtli)の蛇(cōātl)」を意味する。名前から本来は天の川あるいは天そのものであったかもしれない。
図像的には赤と白の線条で特徴づけられる。黒い仮面をつけて、しばしばその上に星がちりばめられている。これらの点ではトラウィスカルパンテクトリと共通するが、狩猟神としての性格上ミシュコアトルはしばしば狩人の格好をし、弓矢や獲物を運ぶための網の袋などを手にしている。絵文書中では狩猟道具ではなく武器を手にしている。
狩人および戦士の神であったが、この機能はメシカのウィツィロポチトリにとってかわられた。しかし、ウィツィロポチトリが太陽と関係するのに対し、ミシュコアトルは星と関係する。ウィツィロポチトリとミシュコアトルが同一視されることもある。
『絵によるメキシコ人の歴史』ではトナカテクトリの生んだ4神のひとりである赤いテスカトリポカとミシュコアトルが同一視され、またテスカトリポカがミシュコアトルに変身したともいう。弓ぎりの発明者であり、はじめて火打石を使い、人類に火をもたらしたとされる。
ミシュコアトルはオトミ族、チチメカ族、およびチチメカの子孫を自称する多くの共同体の守護神であった。別名をカマシュトリ（Camaxtli）といい、トラスカラ人やウェショツィンカなど、アステカと敵対する集団の最高神として崇拝された。
ケツァルコアトルの誕生について、資料によって違いがあるが、ミシュコアトルが父とされることが多い。ケツァルコアトルの母の名はさまざまに伝えられ、もっとも普通にはチマルマン（チマルマとも）であるが、シワコアトルやその他の地母神があてられることもある。また、ミシュコアトルは400人の息子と5人の娘を太陽のための生贄に捧げ、その生き残りがケツァルコアトルの母になったという伝説もある。さらに混乱することに、チョルーラではミシュコアトル自身を最高神であるケツァルコアトルの位格とする。
アステカ暦ではシウポワリのケチョリ（第14月、グレゴリオ暦の11月ごろ）にミシュコアトルの祭があった。狩人は捕えた動物を火の神に供え、その後に食べた。またミシュコアトルとその配偶であるヤサトラミヤワルに扮した人物などが生贄にされた。